# Stachelkäfer

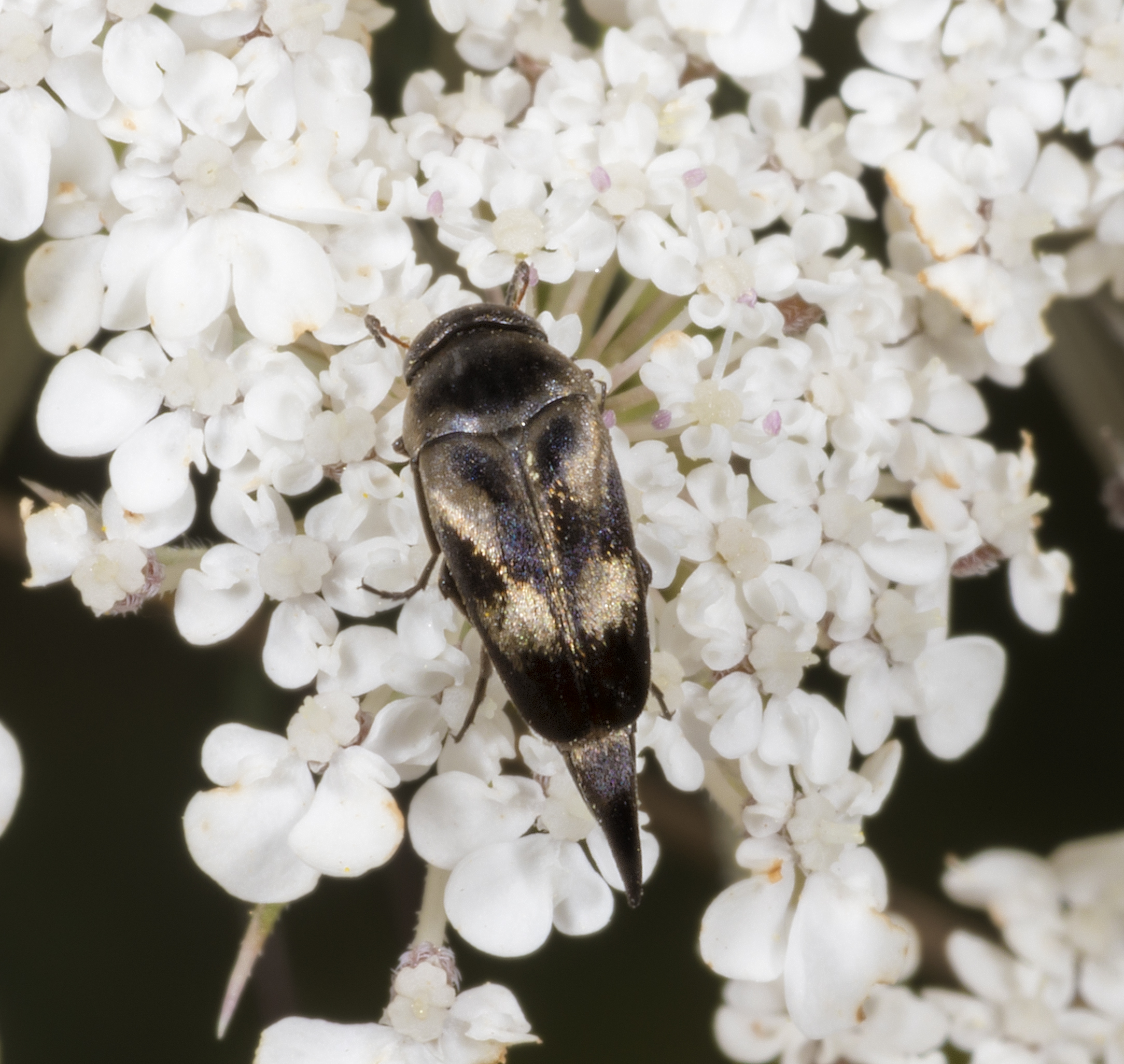
Variimorda villosa

Die Stachelkäfer (Mordellidae) sind eine Familie der Käfer mit weltweit etwa 2.000 Arten. In Europa kommen sie mit 264 Arten vor. Viele Arten sind häufig an Blüten zu finden und machen purzelnde Bewegungen. Es gibt weiterhin den „Schwarzen Stachelkäfer“ aus der Familie der Blattkäfer.

## Merkmale
Die meist dunkel gefärbten Käfer sind zwischen 2 und 15 mm lang. Die Stachelkäfer sind gekennzeichnet durch kräftige Hinterbeine, einen gekrümmten Körper und oft einen lang ausgezogenen Hinterleib. Bei den größeren Formen bildet das Ende des Hinterleibs (Pygidium) eine lange Spitze. Der Körper ist oben flach gewölbt, unten mit viel stärkerer Wölbung und länglich, nach hinten verschmälert.
Die Larven leben in faulendem oder anbrüchigem Holz, das von Pilzmyzelien durchwachsen ist oder minieren in Stängeln. Manche Arten rufen auch eine Gallbildung hervor. 
Die Käfer findet man an altem Holz, morschen Brückengeländern, oder auch, wie die Gattung Mordellistena, meist sehr zahlreich auf Blüten und blühenden Gesträuchen mit offenliegendem Nektar. Sie sind sehr lebhaft und machen bei ihrer Ergreifung heftige, purzelnde Bewegungen.

Diese scheinbar purzelnden Bewegungen setzen sich aus einer Serie sehr schneller Einzelsprünge (Dauer je Sprung ca. 80 ms) zusammen. Sie resultieren aus dem Bemühen der Käfer, sich aus der Rücken- oder Seitenlage wieder in eine neue Abflugposition zu bringen. Der Einzelsprung ist als eine überzogene Umdrehbewegung zu deuten, die mit einem Bein des dritten Beinpaares (Metapodien) durchgeführt wird. Je nachdem, ob das linke oder rechte Metapodium als Stemmbein eingesetzt wird, resultiert eine Änderung der Sprungrichtung.

Sprungszene animiert aus Filmprotokollbildern Filmaufnahmefrequenz 2500 B/s Einzelbild 4 ms

Die Absprungsenergie ist dabei variabel, weil sie auf direkte Muskelarbeit zurückzuführen ist. Die Ergebnisse sind
unterschiedliche Sprungweiten und -höhen mit Rotationsfrequenzen von bis zu gemessenen 48 U/s (Mordellochroa abdominalis) um den Schwerpunkt der Körperlängsachse. Ein zusätzliches Drehen um die Querachse (geringerer Frequenz) sorgt für geschraubte Salti (Purzeln).
Der Stachel (Pygidium) ist für den Sprung bedeutungslos. Dagegen besitzt der Meta-Trochanter in der mit dem Metathorax verwachsenen Coxa (Schenkelring und Hüfte des dritten Beinpaares) eine hohe Drehbarkeit (bis zu 270°, bei einem Freiheitsgrad), welches durch ein echtes Schraubengelenk an der Coxenbasis ermöglicht wird. Die Steigung der Schraubenmutter beträgt 21°. (Nachweis mit dem Rasterelektronenmikroskop, REM 1985).
Leistungsschwächere, aber auch technisch ähnliche Sprünge finden sich bei den Käfern mit ähnlich gebauten Coxa-Trochanter-Gelenken der Nachbarfamilien Melandryidae (=Serropalpidae) (Gattung Orchesia) und Scraptiidae (Gattung Anaspis), die stammesgeschichtlich eine allgemeinere Herkunft der Befähigung zu dieser Lokomotionsform vermuten lassen, also nicht spezifisch nur für die Mordellidae gelten dürften.
Auf die Besonderheit eines echten Schraubengelenks in der Natur verweisen inzwischen auch weitere Autoren (2011).
So besitzen die Rüsselkäfer der Gattung Trigonopterus (Curculionidae) aus den tropischen Regenwäldern Asiens eine noch engere konnektive Konstruktion des Coxa-Trochantergelenks als bei den Mordellidae. Die Winkelgeschwindigkeit des Drehmoments wird aber nicht wie bei den Stachelkäfern erreicht, dient hier das Gelenk doch zum besseren Klettern und Halten in der Vegetation.

## Arten (Auswahl)

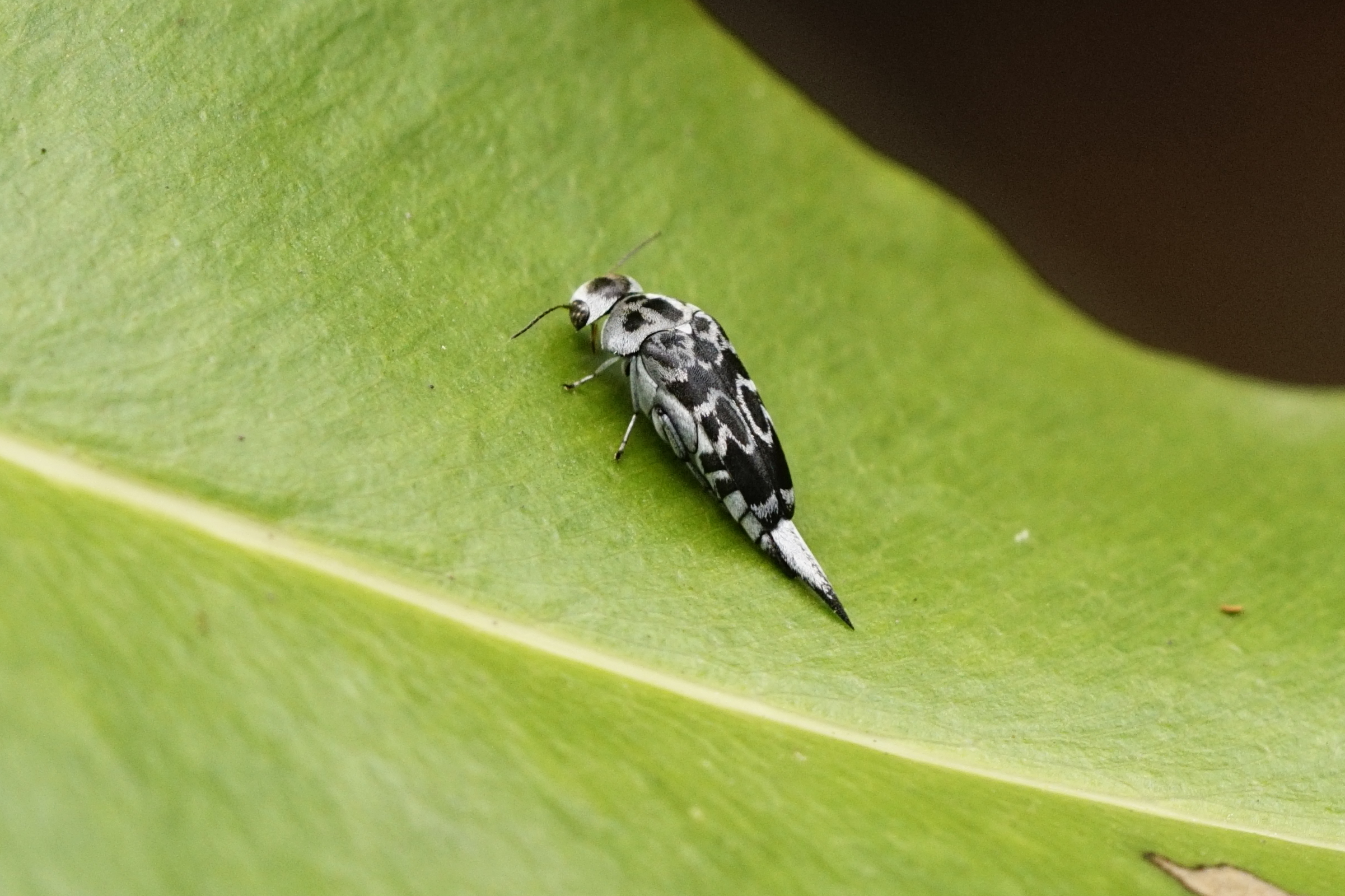
Glipa spec.

- Glipa
  - Glipa hilaris
  - Glipa oculata
- Hoshihananomia
  - Hoshihananomia perlata
- Mordella
  - Mordella aculeata
  - Mordella holomelaena
  - Mordella marginata
  - Mordella quadripunctata
  - Mordella signata
- Mordellistena
  - Mordellistena andreae
  - Mordellistena cervicalis
  - Mordellistena convicta
  - Mordellistena fuscipennis
  - Mordellistena hebraica
  - Mordellistena lusitanica
  - Mordellistena neuwaldeggiana
  - Mordellistena ornata
  - Mordellistena pubescens
  - Mordellistena pustulata
  - Mordellistena scapularis
- Mordellochroa
  - Mordellochroa abdominalis
- Paramordellaria
  - Paramordellaria triloba
- Tolidomordella
  - Tolidomordella discoidea
- Tomoxia
  - Tomoxia bucephala
  - Tomoxia lineella
  - Tomoxia serval
- Variimorda
  - Variimorda basalis
  - Variimorda briantea
  - Variimorda mendax
  - Variimorda villosa
- Yakuhananomia
  - Yakuhananomia bidentata